# 弗朗西斯科·特林康
弗朗西斯科·安東尼奧·馬沙多·莫塔·卡斯特羅·特林康（葡萄牙語：Francisco António Machado Mota Castro Trincão，發音：[fɾɐ̃ˈsiʃku tɾĩˈkɐ̃w̃]；1999年12月29日—），是一名葡萄牙職業足球員，司職前鋒。現效力於葡超俱樂部士砵亭，葡萄牙國家足球隊成員。

## 球會生涯

### 巴塞罗那
巴塞罗那以3100萬歐元（2600萬英鎊）從布拉加簽下佛朗西斯科·特林康。

2021年2月7日，特林康在球隊對陣皇家貝提斯的比賽中踢進了自己的第一個進球，最終3-2客場勝利。

### 狼隊
2021年7月4日，特林康以租借方式加盟英超球會狼隊為期一個賽季，狼隊可選擇購買。

### 士砵亭
2022年7月13日，特林康以租借方式加盟葡超球會士砵亭為期一個賽季，士砵亭可選擇購買。

## 國家隊生涯
2020年8月，特林康入選葡萄牙國家足球隊參加歐洲足協國家聯賽對陣克羅地亞和瑞典的名單。

2020年9月5日，歐洲足協國家聯賽賽事中葡萄牙4-1大勝克羅地亞。比賽第78分鐘時，特林康替換下貝納多·席爾瓦，完成了他在葡萄牙國家隊的首次亮相。

## 榮譽

### 球會
布拉加
- 葡萄牙聯賽盃冠軍：2019-20賽季

 巴塞隆納
- 西班牙國王盃冠軍：2020-21賽季[7]

 里斯本競技
- 葡萄牙足球超级联赛冠軍：2023–24、2024–25賽季
- 葡萄牙盃冠軍：2024–25賽季[8]

### 國家隊
葡萄牙U19
- 歐洲U-19足球錦標賽冠軍：2018年

葡萄牙
- 歐洲足協國家聯賽冠軍：2024–25[9]

### 個人
- 歐洲U-19足球錦標賽最佳射手：2018年（5球）

## 外部連結
- Soccerway資料庫：弗朗西斯科·特林康